# Coprosma repens
Coprosma repens es una especie de arbusto de la familia de las rubiáceas. Es un endemismo de Australia y Nueva Zelanda.

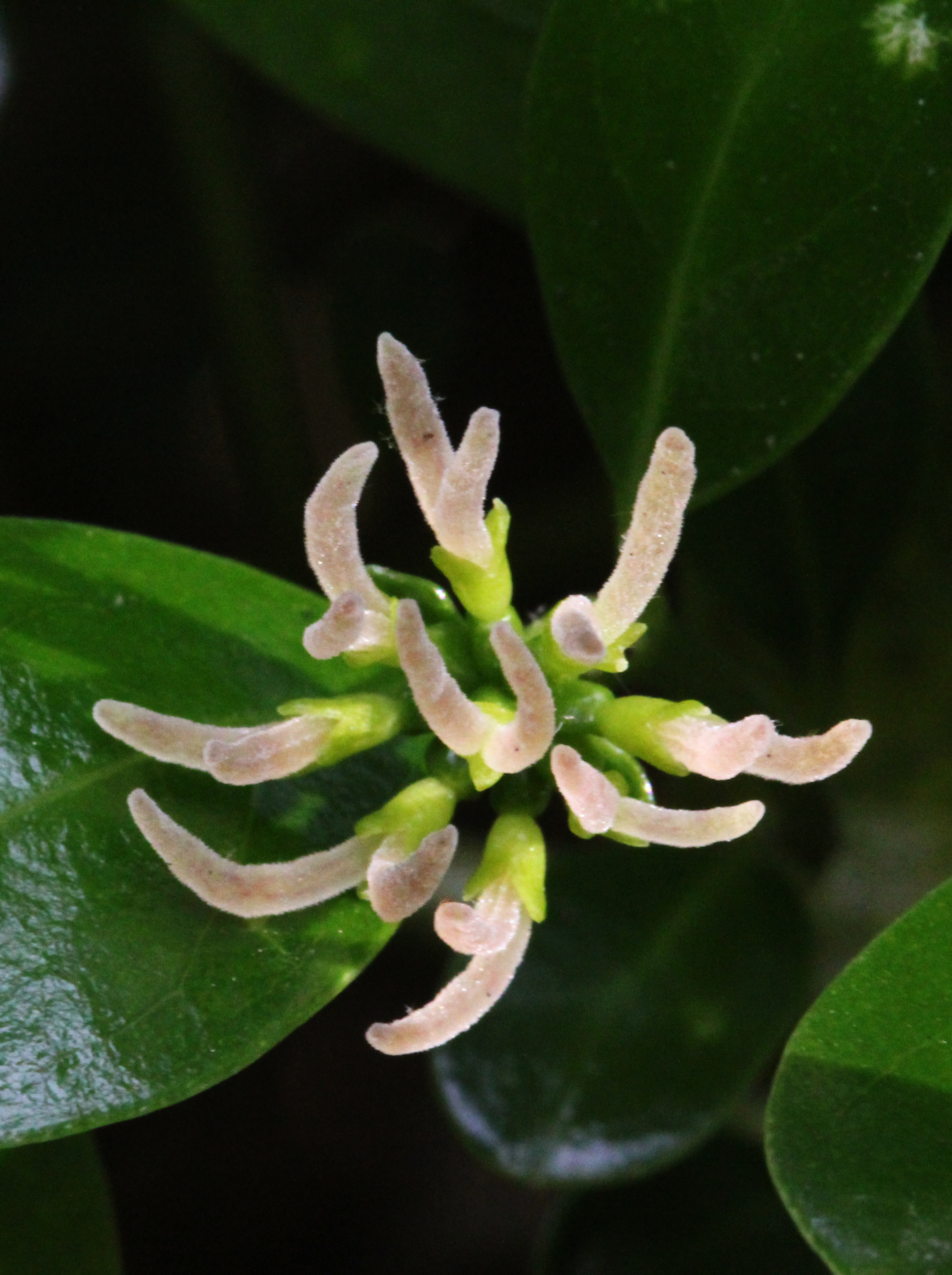
Detalle de la flor

## Descripción
Es un arbusto postrado o árbol pequeño que alcanza un tamaño de 8 m de altura, las ramas son robustas, glabros o pubescentes. Las hojas oblongas a una amplia gama de ovadas, de 2-8 cm de largo, 10-50 mm de ancho, el ápice obtuso, truncado o emarginado, con domacios como pequeños hoyos en la superficie inferior prominente; pecíolo de 5-16 mm de largo en su mayoría; estípulas triangulares dentadas. Las flores masculinas en racimos compuestos densos;  corola en forma de embudo de 5 mm de largo, lóbulos ± igual al tubo. Las flores femeninas en pequeños grupos, cáliz corto, corola tubular de 3 mm de largo, lóbulos más cortos que el tubo. El fruto en forma de drupa obovoide de 10 mm de ancho, de color rojo anaranjado.

## Taxonomía
Coprosma repens fue descrita por Achille Richard y publicado en Voyage de Découverts de l'~Astrolabe~ . . . Botanique 1: 264, en el año 1832.
Etimología
Coprosma: nombre genérico que proviene del griego kopros = "estiércol" y osme =  "olor", en alusión al olor fétido.
repens: epíteto latino que significa "rastrero".
Sinonimia
- Coprosma baueriana Hook.f.
- Coprosma retusa Banks & Sol. ex Hook.f.
- Coprosma stockii B.S.Williams[5]